# Ammiraglio Magnaghi (nave 1914)
La Regia Nave Idrografica Ammiraglio Magnaghi è stata una nave idrografica della Regia Marina, varata nel 1914 e affondata alla Spezia presumibilmente nel 1943, utilizzata prevalentemente dall'Istituto Idrografico della Marina. È stata la prima unità della Marina militare italiana a portare il nome dell'ammiraglio Giovan Battista Magnaghi, primo direttore dell'Istituto Idrografico.

## Storia
La nave fu impostata nel 1913 presso i Cantieri navali Odero di Sestri Ponente, venendo varata il 10 agosto 1914 ed entrando in servizio per la Regia Marina il successivo 16 novembre come nave idrografica alle dipendenze dell'Istituto Idrografico per rimpiazzare lo Staffetta. La prima campagna idrografica si tenne nel 1915 nel mar Egeo al largo del Dodecaneso, venendo interrotta in seguito all'entrata in guerra dell'Italia nella prima guerra mondiale. Durante la guerra fu riadattata come cannoniera, pattugliando le coste nel mare Adriatico.
Nel 1923, al comando del capitano di vascello Leopoldo Novaro, iniziò una spedizione idrografica nel mar Rosso (seguendo quella svolta un decennio prima dallo Staffetta) da Porto Said.
Durante la seconda guerra mondiale fu utilizzata come scorta per convogli tra Italia e colonie, continuando comunque a raccogliere dati. Dopo la firma dell'armistizio di Cassibile, la nave fu catturata dai tedeschi e venne affondata nei pressi di La Spezia; fu ritrovata nel maggio 1945 nei pressi della diga esterna dell'Arsenale, venendo radiata definitivamente dai quadri del naviglio di guerra.
Un modello della nave è custodito presso il Museo nazionale della scienza e della tecnologia Leonardo da Vinci.